# Bozadjii, Sliven
Bozadjii (în bulgară Бозаджии) este un sat în comuna Sliven, regiunea Sliven,  Bulgaria. 

## Demografie
Componența etnică a satului Bozadjii
     Bulgari (92,77%)
     Romi (7,22%)
     Nicio identificare (0%)
     Altele (0%)
La recensământul din 2011, populația satului Bozadjii era de 83 locuitori. Din punct de vedere etnic, majoritatea locuitorilor (92,77%) erau bulgari, cu o minoritate de romi (7,22%). Pentru 0,0% din locuitori nu este cunoscută apartenența etnică.